# Karpaty Lviv
FC Karpaty Lviv (Oekraïens: ФК «Карпати» Львів) is een Oekraïense voetbalclub uit Lviv, in het westen van het land. Vroeger stond de club bekend als Karpaty Lvov (Lvov is Russische schrijfwijze).

## Geschiedenis

### Karpaty Lvov
Eind 1962 beëindigden enkele spelers van de legerclub SKA Lvov hun carrière terwijl andere goede spelers overgeheveld werden naar CSKA Moskou. De tweede klasse werd ook gereorganiseerd en de stad Lvov kreeg één plaats toegewezen. De stad besloot om daarop zelf een club op te richten, die de plaats van SKA Lvov zou innemen als eerste club van de stad. De naam Karpaty werd gekozen als verwijzing naar het gebergte. In 1968 werd de club groepswinnaar en nam deel aan de eindronde om promotie, die ze verloren van Oeralmasj Sverdlovsk. In 1969 won de club de beker. Op weg naar de finale werden onder andere Ararat Jerevan en Tsjernomorets Odessa verslagen. In de finale werd SKA Rostov verslagen. Karpaty werd zo de eerste en enige club die als tweedeklasser de beker kon winnen. Het volgende seizoen kon de club wel de promotie verzilveren en mocht ook al Europees aan de slag, maar werd in de eerste ronde uitgeschakeld door Steaua Boekarest.
De eerste jaren in de Sovjet Top Liga eindigde de club in de lagere middenmoot. In 1976 behaalde de club zijn beste notering, de vierde plaats. Die werd zelfs twee keer bereikt omdat er dat jaar twee kampioenschappen plaats vonden. Beide keren verloor de club op de laatste speeldag waardoor ze telkens de tweede plaats misliepen. Een jaar later volgde een degradatie. In 1979 werd de club kampioen en herhaalde bijna de stunt van tien jaar eerder in de beker, echter werden ze in de halve finale gestopt door Dinamo Moskou.
Twee jaar later fuseerde de club met SKA Lvov en werd zo SKA Karpaty Lvov. In 1989 besloot de club zich af te scheuren en ging terug als Karpaty Lvov van start in de derde klasse. In 1991 werd de club kampioen.

### Karpaty Lviv
Hierna werd Oekraïne onafhankelijk en ging daar van start in de hoogste klasse, nu als Karpaty Lviv. Nada de club de finale van de beker speelde in 1993 en verloren van Dynamo Kiev mochten ze deelnemen aan de Europacup II en werden daar uitgeschakeld door het Ierse Shelbourne. In 1998 werden ze derde in de competitie, hun beste resultaat ooit. Het volgende jaar werden ze vierde en verloren ze opnieuw de bekerfinale van Dynamo. Ook het daaraan gekoppelde Europees avontuur eindigde voor de derde keer in de eerste ronde, nu tegen het Zweedse Helsingborgs IF.
In 2004 degradeerde de club voor het eerst uit de hoogste klasse en kon na twee jaar afwezigheid terugkeren. Na een paar plaatsen in de middenmoot eindigden ze in 2010 en 2011 telkens vijfde en mocht ook twee keer Europees voetbal spelen. In de voorrondes van de Europa League kon de club drie teams uitschakelen en zich zo voor de groepsfase plaatsen, echter zat de club in een loodzware groep met Sevilla FC, Borussia Dortmund en PSG. De club kon enkel op de laatste speeldag één punt uit de brand slepen tegen een reeds geplaatst PSG. Het volgende seizoen werd de club door PAOK Saloniki vroegtijdig uitgeschakeld. Na vier seizoenen buiten de top tien eindigde de club in 2016 op de zevende plaats.

## Erelijst
- Beker van de Sovjet-Unie

1969
- Oekraïense beker

Finalist: 1993, 1999
- Copa del Sol

2011

## Naamsveranderingen
- 1963 : Opgericht als Karpaty Lvov
- 1982 : SKA Karpaty Lvov
- 1989 : sluiting club
- 1989 : heropgericht als Karpaty Lvov

## Karpaty in Europa
Uitslagen vanuit gezichtspunt 
| Seizoen | Competitie    | Ronde        | Land                          | Club                   | Totaalscore  | 1e W    | 2e W       | PUC |
| ------- | ------------- | ------------ | ----------------------------- | ---------------------- | ------------ | ------- | ---------- | --- |
| 1970/71 | Europacup II  | 1R           | Vlag van Roemenië (1965-1989) | Steaua Boekarest       | 3-4          | 0-1 (T) | 3-3 (U)    | 1.0 |
| 1993/94 | Europacup II  | Q            | Vlag van Ierland              | Shelbourne FC          | 2-3          | 1-0 (T) | 1-3 (U)    | 2.0 |
| 1999/00 | UEFA Cup      | 1R           | Vlag van Zweden               | Helsingborgs IF        | 2-2 (2-4 ns} | 1-1 (U) | 1-1 nv (T) | 2.0 |
| 2010/11 | Europa League | 2Q           | Vlag van IJsland              | KR Reykjavík           | 6-2          | 3-0 (U) | 3-2 (T)    | 6.0 |
|         |               | 3Q           | Vlag van Georgië              | FC Zestafoni           | 2-0          | 1-0 (T) | 1-0 (U)    | 6.0 |
|         |               | PO           | Vlag van Turkije              | Galatasaray SK         | 3-3 u        | 2-2 (U) | 1-1 (T)    | 6.0 |
|         |               | Groep J      | Vlag van Spanje               | Sevilla CF             | 0-5          | 0-1 (T) | 0-4 (U)    | 6.0 |
|         |               | Groep J      | Vlag van Frankrijk            | Paris Saint-Germain    | 1-3          | 0-2 (U) | 1-1 (T)    | 6.0 |
|         |               | Groep J (4e) | Vlag van Duitsland            | Borussia Dortmund      | 3-7          | 3-4 (T) | 0-3 (U)    | 6.0 |
| 2011/12 | Europa League | 3Q           | Vlag van Ierland              | St. Patrick's Athletic | 5-1          | 2-0 (T) | 3-1 (U)    | 2.5 |
|         |               | PO           | Vlag van Griekenland          | PAOK Saloniki          | 1-3          | 0-2 )U) | 1-1 (T)    | 2.5 |

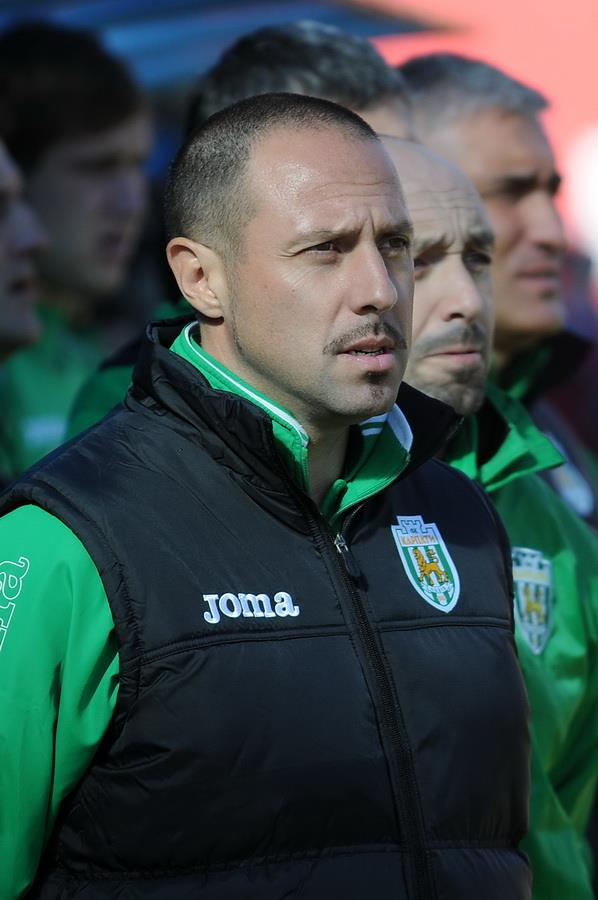
De Kroaat Igor Jovićević was van 2014 tot 2016 hoofdtrainer van Karpaty Lviv.

Totaal aantal punten voor UEFA coëfficiënten: 13.5
Zie ook
- Deelnemers UEFA-toernooien Oekraïne
- Deelnemers UEFA-toernooien Sovjet-Unie
- Ranglijst van alle clubs die in de diverse Europa Cups zijn uitgekomen